# Beloniscellus
Beloniscellus is een geslacht van hooiwagens uit de familie Beloniscidae. De wetenschappelijke naam Beloniscellus is voor het eerst geldig gepubliceerd door Roewer in 1912. Oorspronkelijk geplaatst in Phalangodinae, de familie is gegeven als Epedanidae in sommige online bronnen. Overgebracht naar Beloniscidae Beloniscinae door Kury, Pérez-González & Proud (2019).

## Soorten
Beloniscellus omvat de volgende 6 soorten:
- Beloniscellus floresianus
- Beloniscellus lombokiensis
- Beloniscellus narmadeus
- Beloniscellus parvicalcar
- Beloniscellus renschi
- Beloniscellus sumbawaensis